# Nanyanchuan (sockenhuvudort i Kina, Hebei Sheng, lat 38,47, long 114,23)
Nanyanchuan är en sockenhuvudort i Kina. Den ligger i provinsen Hebei, i den norra delen av landet, omkring 240 kilometer sydväst om huvudstaden Peking. Antalet invånare är 13 056. Befolkningen består av 6 521 kvinnor och 6 535 män. Barn under 15 år utgör 19,0 %, vuxna 15-64 år 73 %, och äldre över 65 år 7,0 %.
Runt Nanyanchuan är det tätbefolkat, med 308 invånare per kvadratkilometer. Närmaste större samhälle är Ciyu, 7,8 km öster om Nanyanchuan. Trakten runt Nanyanchuan består till största delen av jordbruksmark.
Genomsnittlig årsnederbörd är 656 millimeter. Den regnigaste månaden är juli, med i genomsnitt 206 mm nederbörd, och den torraste är december, med 4 mm nederbörd.